# (3588) Kirik
(3588) Kirik ist ein Asteroid des äußeren Hauptgürtels, der am 8. Oktober 1981 von der russischen Astronomin Ljudmila Iwanowna Tschernych an der Zweigstelle des Krim-Observatoriums (IAU-Code 095) in Nautschnyj entdeckt wurde.
Benannt wurde der Asteroid nach dem russischen Mönch und Chronisten Kirik von Nowgorod (1110–1156), der die erste mathematische Abhandlung in Russland verfasste und zur Ersten Nowgoroder Chronik beitrug.